# Formelfreies Rennen
Als formelfreies Rennen wird im Motorsport ein Rennen bezeichnet, bei dem keine vom jeweils übergeordneten Motorsportverband definierte Rennformel zum Einsatz kommt. Synonym dazu werden in der Literatur auch Bezeichnungen wie Formula Libre respektive Formule Libre verwendet.
Unter dem Begriff formelfreie Rennen werden dabei verschiedene Kategorien zusammengefasst:
- Rennen, bei denen keine technische Spezifikationen festgelegt sind – hier kann jedes beliebige Fahrzeug an den Start gebracht werden, das vom Veranstalter akzeptiert wird
- Rennen, bei denen von den offiziellen Rennformeln abweichende technische Spezifikationen zur Anwendung kommen – beispielsweise abweichendes Hubraum- oder Gewichtslimit
- Rennen, bei denen Fahrzeuge verschiedener Kategorien und Klassen in getrennter Wertung teilnehmen (Klasseneinteilung), wobei dabei einzelne Klassen durchaus geltenden Rennformeln entsprechen können.

Die Entscheidung eines Veranstalters, ein Rennen nicht entsprechend einer gültigen Rennformel, sondern nach einer der genannten Kategorien als formelfreie Veranstaltung auszutragen, war dabei in der Vergangenheit, insbesondere in wirtschaftlichen Krisenzeiten, in der Regel an dem zur Verfügung stehenden Material orientiert, um dem Publikum dennoch ein ansprechendes Teilnehmerfeld bieten zu können. Besonders in der Frühzeit des Motorsports war es aufgrund des allgemein noch geringen bzw. durch andere limitierende Faktoren (z. B. Reifentechnologie) ausreichend begrenzten Leistungsstandards der Fahrzeuge oft auch gar nicht nötig, sie durch technische Restriktionen zusätzlich einzuschränken.
Das bislang letzte Formula-Libre-Rennen war der Große Preis von Südafrika 1981, der diesen Status in der Folge von sportpolitischen Streitigkeiten zwischen der FISA und der FOCA erhielt.